# Катуньчик арчевий
Кату́ньчик арчевий (Leucosticte nemoricola) — вид горобцеподібних птахів родини в'юркових (Fringillidae). Мешкає в горах Центральної Азії.

## Опис
Довжина птаха становить 14-15 см, вага 18-25,5 г. Забарвлення непримітне, переважно буре. У самців забарвлення верхньої частини тіла, голови і грудей може бути дещо рудувате. Спина поцяткована світло-коричневими смужками. Нижня частина тіла сіро-коричнева. Нижні покривні пера хвоста бурі з білими краями. Дзьоб і лапи темно-коричневі, очі червонувато-карі.

## Підвиди
Виділяють два підвиди:
- L. n. altaica (Pallas, 1811) — Алтайські гори, Саяни, Тянь-Шань, Памір;
- L. n. nemoricola (Madarász, 1909) — Тибетське плато, Гімалаї, Центральний Китай.

## Поширення і екологія
Арчеві катуньчики гніздяться на високогір'ях, на кам'янистих плато, в скелястих гірських районах, слабо порослих рослинністю, на висоті від 3500 до 5500 м над рівнем моря. Взимку вони мігрують в долини, де зустрічаються на висоті від 1800 м над рівнем моря.

## Поведінка
У негніздовий період арчеві катуньчики утворюють великі зграї (до 2000 птахів). Вони живляться переважно насінням трав, а також іншими частинами рослин. Влітку іноді харчуються комахами. Сезон розмноження триває з червня по серпень.

## Галерея

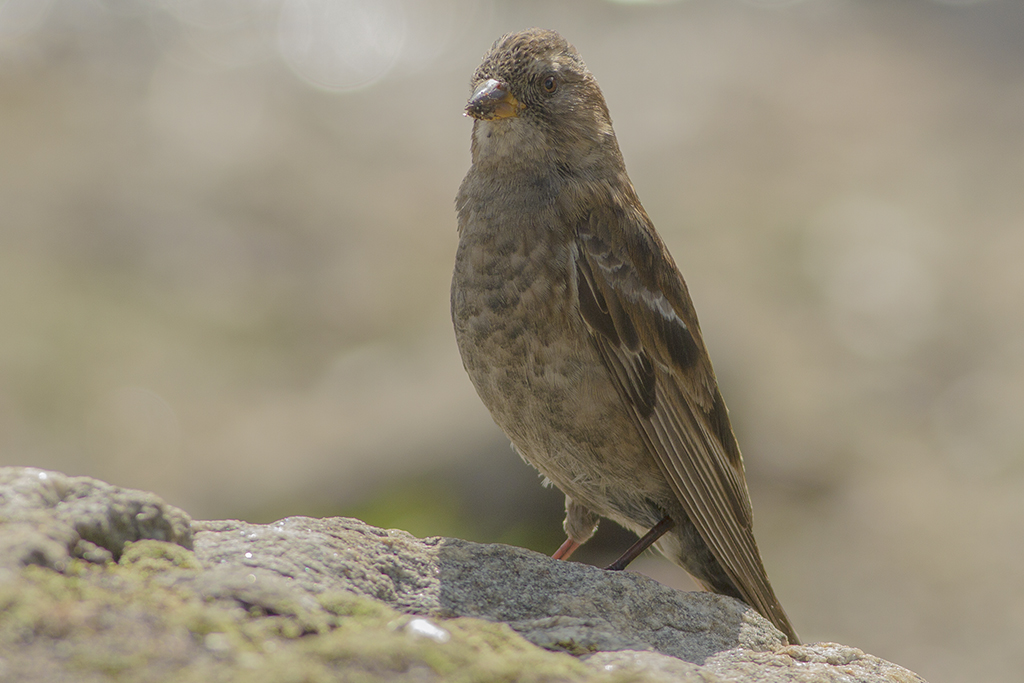
Самець (Сіккім)
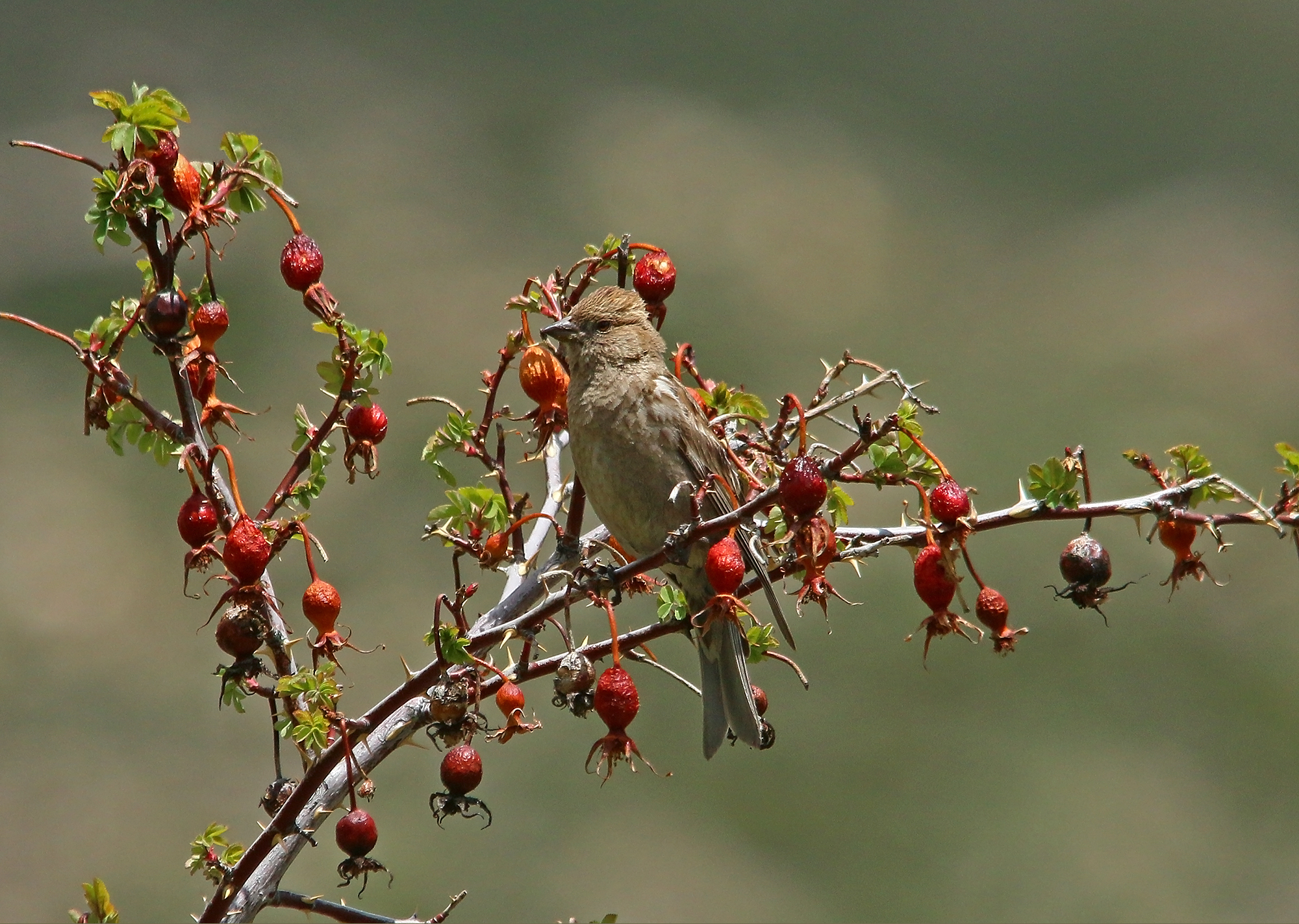
Арчевий катуньчик (Гілгіт-Балтистан, Пакистан)
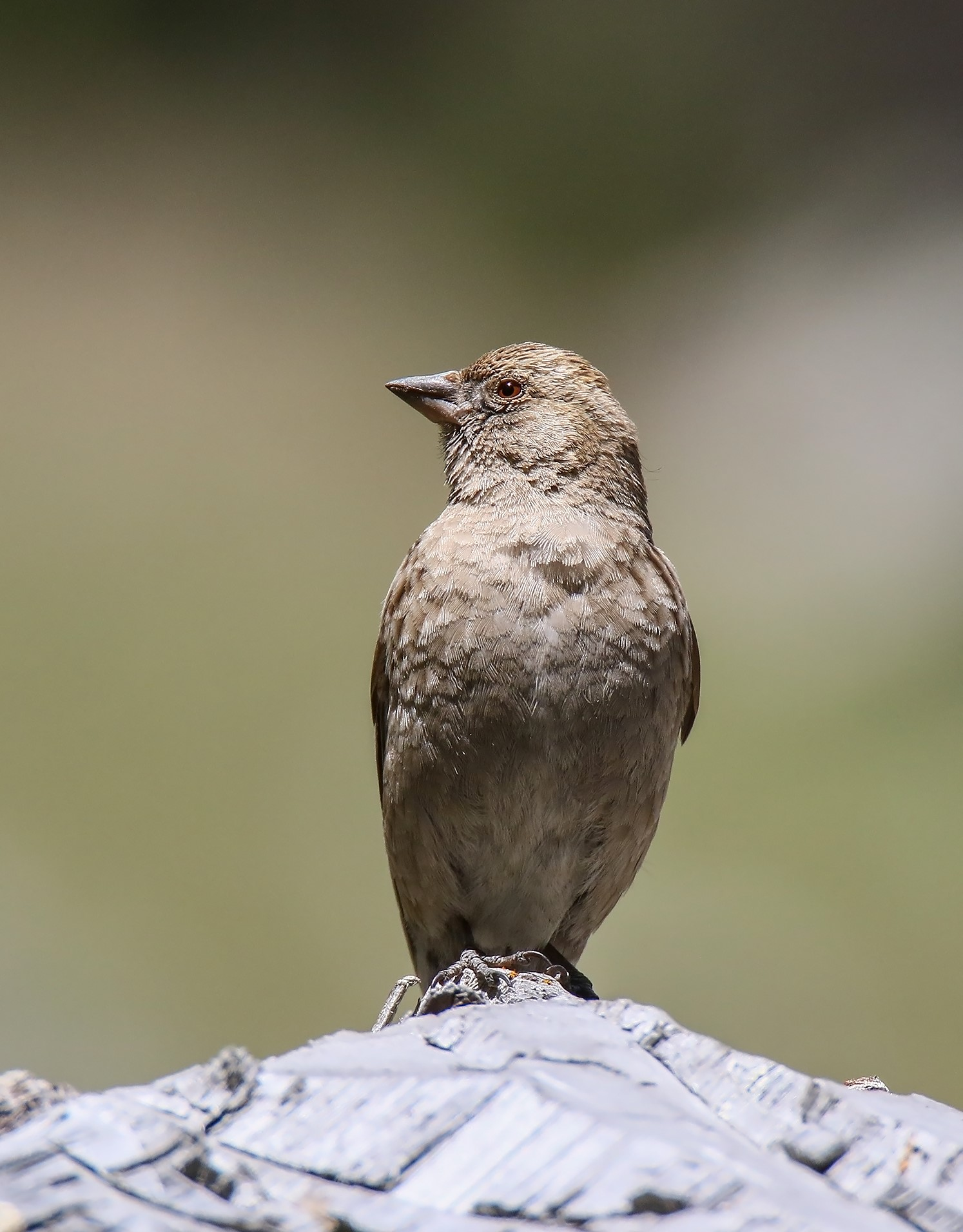
Арчевий катуньчик
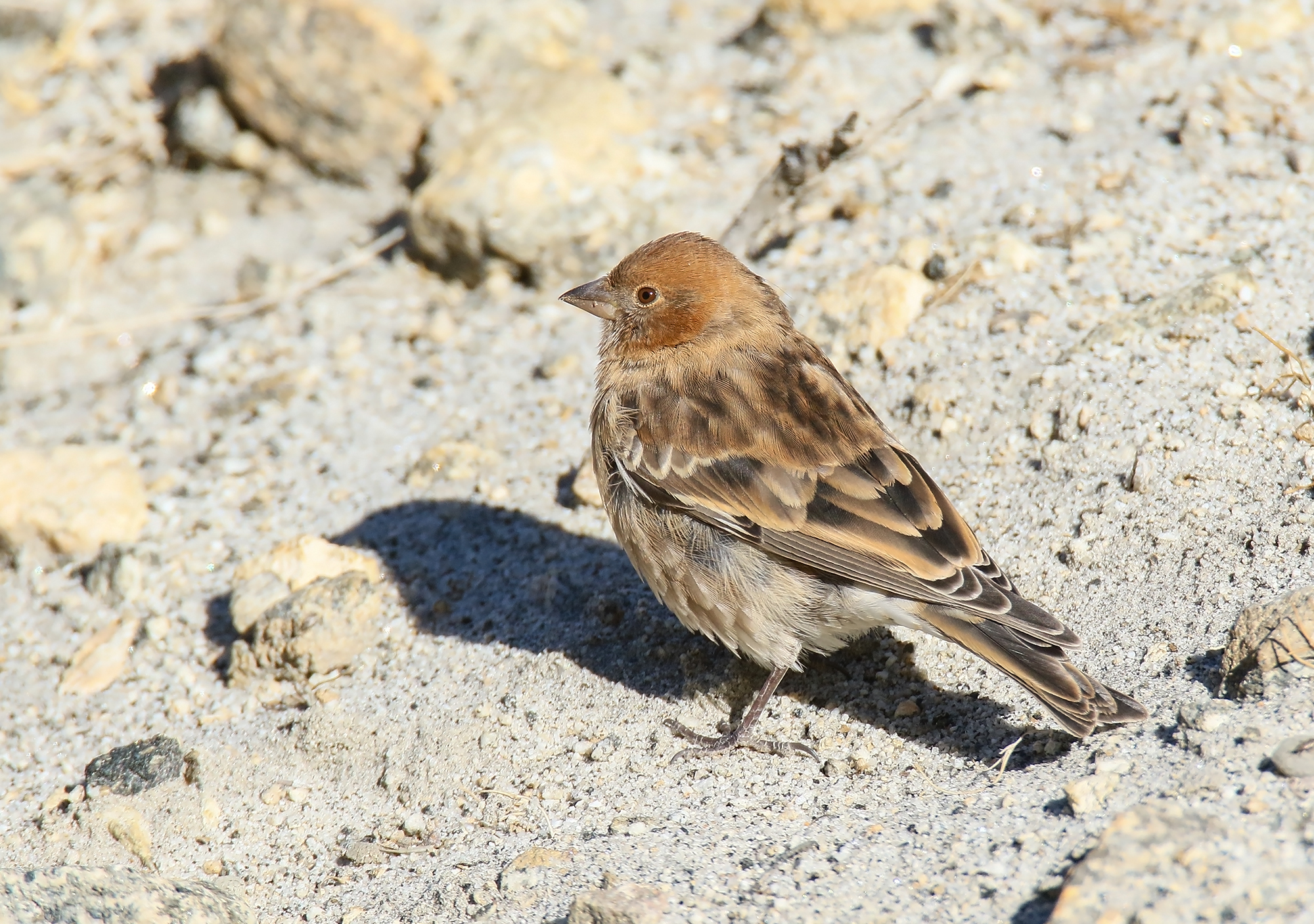
Арчевий катуньчик
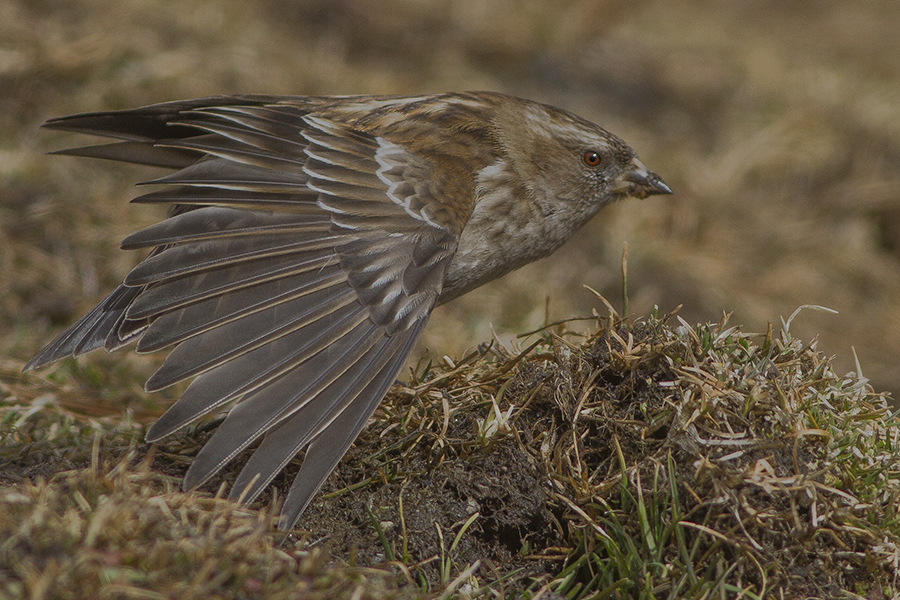
Арчевий катуньчик в польоті